# Vepris rogersii
Vepris rogersii là một loài thực vật có hoa trong họ Cửu lý hương. Loài này được (Mendonça) Mziray miêu tả khoa học đầu tiên năm 1992.